# Trafford, Alabama
Trafford är en kommun (town) i Blount County, och Jefferson County, i Alabama. Vid 2010 års folkräkning hade Trafford 646 invånare.
Orten hette ursprungligen Union City. Namnbytet till Trafford kom till stånd för att undvika förväxling med en annan ort i samma delstat.